# Bästisar
Bästisar är ett samlingsalbum från år 2000 av Galenskaparna och After Shave.

## Låtförteckning
All musik och alla texter är skrivna av Claes Eriksson om inget annat anges.
1. "Beige" - GladPack 2000 - After shave, Anders Eriksson
2. "Macken" - TV-serien Macken 1986 - Anders Eriksson, After shave
3. "Grisen i säcken" - Grisen i säcken 1991 - Galenskaparna, After Shave
4. "Under en filt i Madrid" - Cyklar 1985 - Claes Eriksson
5. "Bara sport" (Musik: Percy Faith) - Skruven är lös 1982 - After shave, Kerstin Granlund
  - Originaltitel: "Mucho gusto"
6. "Farbror Frej" - En himla många program 1989 - Anders Eriksson
7. "Sill" (Musik: Dorian Burton, Howard Plummer) - En himla många program 1989 - After shave
  - Originaltitel: "Still"
8. "Astor (Bossa-kungen)" - Grisen i säcken 1991 - Peter Rangmar, Kerstin Granlund
9. "Det är vattenpumpen, Gerd" - TV-serien Macken 1986 - Per Fritzell
10. "Pappa, jag vill ha en italienare" - Stinsen brinner 1987 - Per, Fritzell, Knut Agnred, Kerstin Granlund
11. "Säng, säng, säng" (Musik: Albert Hammond, Mike Hazelwood) - Träsmak 1983 - Anders Eriksson, Knut Agnred, Per Fritzell, Peter Rangmar, Kerstin Granlund
  - Originaltitel: "I'm a Train"
12. "Direktör" (Musik: Henri Betti) - Lyckad nedfrysning av herr Moro 1994 - After shave
  - Fransk titel: "C'est si bon"
  - Engelsk titel: "It's so Good"
13. "Pappa, flytta inte in till Tjörn" (Text & musik: Knut Agnred) - Åke från Åstol 1998 - Knut Agnred, Per Fritzell
14. "Husvagn" - TV-serien Macken 1986 - Per Fritzell, Kerstin Granlund
15. "Borås, Borås" (Musik: John Kander – text: After Shave) - Träsmak 1983 - Knut Agnred, Peter Rangmar, Per Fritzell
  - Originaltitel: "New York, New York"
16. "Svärföräldrarna" - Grisen i säcken 1991 - Knut Agnred, Kerstin Granlund, Per Fritzell
17. "Konfirmationspresenten" - TV-serien Macken 1986 - Knut Agnred
18. "Farbror Frej" - En himla många program 1989 - Anders Eriksson
19. "Tvätt" - Alla ska bada - After shave, Anders Eriksson
20. "Raggarkungen" - TV-serien Macken 1986 - Anders Eriksson, Jan Rippe
  - a) "Rock Around the Clock" (Musik: Max C. Freedman, James E. Myers)
  - b) "Heartbreak Hotel" (Musik: Mae Baron Axton, Tommy Durden, Elvis Presley)
  - c) "Teddy Bear" (Musik: Kal Mann, Bernie Lowe)
  - d) "Only You" (Musik: Buck Ram, Ande Rand)
  - e) "Blue Suede Shoes" (Musik: Carl Perkins)
21. "Hjärtat" - Monopol 1996 - Knut Agnred
22. "Bandy, bandy" (Musik: John Phillips) - Kabaré Kumlin 1986 - After shave, Galenskaparna
  - Originaltitel: "Monday, Monday"
23. "Gôtt å leva" - Filmen Macken 1990 - Anders Eriksson, Jan Rippe